# Robert E. Rodes
Robert Emmett Rodes (29. marts 1829 – 19. september 1864) var en jernbaneingeniør og en lovende ung konfødereret general i den amerikanske borgerkrig, som blev dræbt i kamp i Shenandoah-dalen.

## Uddannelse og karriere
Rodes blev født i Lynchburg, Virginia, og tog eksamen fra Virginia Military Institute i 1848. Han underviste på VMI som lektor indtil 1851. Han forlod stedet, da han ikke blev udnævnt til professor. Den stilling gik i stedet til Stonewall Jackson, som senere skulle blive en af hans overordnede i borgerkrigen.
Rodes udnyttede sine færdigheder som ingeniør og blev overingeniør på Alabama and Chattanooga Railroad i Tuscaloosa, Alabama. Han var overingeniør på Alabama and Chattanooga Railroad indtil starten af borgerkrigen. Selv om han var født i Virginia, valgte han at tjene sin nye hjemstat Alabama i Amerikas Konfødererede Staters hær.

## Borgerkrigen
Rodes startede som oberst med kommando over 5th Alabama Infantry regiment, i brigaden som blev ført af generalmajor Richard S. Ewell, og han kom første gang i kamp ved Det Første slag ved Bull Run. Han blev forfremmet til brigadegeneral den 21. oktober 1861, og førte en brigade under D.H. Hill.
I Peninsula kampagnen blev Rodes såret i armen i Slaget ved Seven Pines og blev tildelt en let post i forsvaret af Richmond, mens såret helede. Han var klar igen til general Robert E. Lee's første invasion af Nordstaterne i september 1862, hvor han kæmpede i Slaget ved South Mountain og Slaget ved Antietam. Ved Antietam førte han den ene af de to brigader som holdt ud så længe under Unionens angreb på hulvejen "Bloody Lane" i centrum af den konfødererede linje, trods store tab. Rodes blev let såret af granatsplinter.
I Slaget ved Chancellorsville var Rodes divisionskommandør i Stonewall Jacksons korps. Han var den eneste divisionskommandør i Lees hær, som ikke var udgået fra West Point. Han blev midlertidig sat til at lede korpset den 2. maj, da Jackson blev dødelig såret og generalmajor A.P. Hill også blev såret, men Lee udskiftede ham hurtigt med den mere erfarne generalmajor J.E.B. Stuart. På sit dødsleje anbefalede Jackson at Rodes blev forfremmet til generalmajor og denne forfremmelse blev tilbagedateret i 2. maj 1863.
Da Lee reorganiserede Army of Northern Virginia efter tabet af Jackson, blev Rodes flyttet til Andet Korps under Richard Ewell. I Slaget ved Gettysburg, den 1. juli 1863, førte Rodes angrebet sydpå fra Oak Hill mod den højre flanke af Unionens I Korps. Selv om han slog generalmajor John C. Robinsons division på flugt og drev den tilbage gennem byen var angrebet ikke velkoordineret eller gennemført så aggressivt som hans rygte ville have tilsagt. Hans division var ikke for alvor i kamp i de følgende to dage.
Rodes fortsatte med at kæmpe i Ewells korps under Overland kampagnen i 1864. Ewell blev udskiftet med generalløjtnant Jubal Early og korpset blev af Lee sendt til Shenandoah Dalen for at trække Unionsstyrker væk fra Belejringen af Petersburg ved hjælp af Shenandoah kampagnen. De gennemførte etlangt og succesfuldt raid gennem dalen til Maryland og nåede til udkanten af Washington, D.C., inden de vendte om. Generalmajor Philip Sheridan blev af Grant sendt af sted for at drive Early ud af Shenandoah.
Den 19. september 1864 angreb Sheridan de konfødererede i Slaget ved Opequon, som også kaldes det Tredje slag ved Winchester. Adskillige konfødererede officersfruer blev jaget ud af byen under angrebet og det lykkedes for Rodes at redde generalmajor John B. Gordons hustru fra at blive taget til fange. Rodes og Gordon forberedte sig på at angribe Sheridans styrker da Rodes blev ramt i baghovedet af en granatsplint. Han døde på slagmarken udenfor Winchester, Virginia.
Konføderationen sørgede over tabet af en lovende, modig og aggressiv officer, som blev dræbt inden han kunne opnå storhed. Robert E. Lee og andre højtstående officerer skrev sympatiudtalalelser. Rodes ligger begravet ved siden af sin kone, Virginia Hudson Rodes, på Presbyterian Cemetery i Lynchburg, Virginia.